# Герб Міранди-ду-Корву
Ге́рб Міра́нди-ду-Ко́рву — офіційний символ містечка Міранда-ду-Корву, Португалія. Використовується як територіальний герб. У золотому щиті червона вежа із золотими вікнами і брамою. По центру неї погруддя, одягне в срібло. Обабіч вежі дві червоні восьмикутні зірки. Низ щита перетятий трьома хвилястими смугами — синьою, срібною і синьою, на які спирається вежа. Щит увінчує срібна мурована містечкова корона з чотирма вежами.  Під щитом біла стрічка, на якій великими літерами напис португальською: «vila de Miranda do Corvo» (містечко Міранда-ду-Корву).  Офіційно затверджений 21 березня 1938 року.  

## Галерея

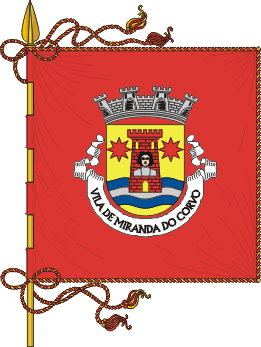
Прапор